# إدواردو ديلغادو
إدواردو ديلغادو (بالإسبانية: Eduardo Delgado) هو عازف بيانو أرجنتيني، ولد في 3 أكتوبر 1943.

## وصلات خارجية
- إدواردو ديلغادو على موقع ميوزك برينز (الإنجليزية)
- إدواردو ديلغادو على موقع ديسكوغز (الإنجليزية)